# Þórolfr Herjólfsson
Þórolfr hornbrjótr Herjólfsson, apodado «rompedor de cuernos» (del nórdico antiguo: hornbrjótr), fue un caudillo vikingo y rey de Oppland, Noruega, que gobernó en diarquía con su hermano Óláfr a finales del siglo IX. Su figura histórica aparece en Hauksbók, cuando hospedó por una temporada al escaldo Fleinn Hjörsson.

## Islandia
En el siglo X aparece otra figura nórdica con el mismo nombre, relacionada con la colonización de Islandia, Þórolfur Herjólfsson (n. 940), de Máfahlíð, Fróðá, Snæfellsnes, sin vinculación aparente con el primero; es un personaje de la saga Eyrbyggja. Se casó con Geirríður Þórólfsdóttir (n. 944), una hija de Þórólfur Björnsson, y de esa relación tuvieron tres hijos, una hembra, Guðný (n. 968) que se casaría con Vemundur Þorgrímsson; y dos varones, Þórarinn Þórólfsson y Þrási Þórólfsson (n. 978).